# Der König der Löwen 3 – Hakuna Matata
Der König der Löwen 3 – Hakuna Matata ist ein US-amerikanischer Zeichentrickfilm des Regisseurs Bradley Raymond aus dem Jahr 2004 und bildet den letzten Teil der Der-König-der-Löwen-Trilogie der Walt Disney Company.

## Handlung
Timon und Pumbaa schauen Der König der Löwen in einem dunklen Kino. Gelangweilt will Timon bis zu dem Teil vorspulen, an dem er und Pumbaa ins Spiel kommen. Pumbaa erklärt, dass die beiden von Beginn an ihre Rolle in der Geschichte hatten. Er spult bis vor den Beginn des Films zurück.
Timon lebt weit entfernt in einer Erdmännchen-Kolonie. Er ist mit dem langweiligen Erdmännchen-Leben, das nur aus Pflichten und Routineaufgaben besteht, unglücklich, sehr zur Sorge seiner Mutter und zum Ärger seines Onkels Max. Nachdem er auch eine einfache Aufgabe als Wachposten vermasselt, beschließt er, die Kolonie zu verlassen. Auf seiner Reise trifft Timon Rafiki, der ihm von „Hakuna Matata“ erzählt und ihm in Metaphern erklärt, wie er seinen Platz im Leben finden kann. Timon nimmt Rafikis Ausführungen jedoch wörtlich und macht sich auf die Suche nach einem geeigneten Ort. Er entdeckt den Königsfelsen am Horizont und macht sich auf den Weg dorthin. Unterwegs trifft er Pumbaa und die beiden ziehen gemeinsam weiter.
Hier überschneiden sich die Ereignisse mit dem ersten Film und die beiden sind weiterhin auf der Suche nach einem geeigneten Ort zum Leben. Schließlich finden sie im Dschungel das Paradies, von dem sie immer geträumt haben, bis eines Tages Simba auftaucht und ihr Leben durcheinanderwirbelt. Simba wird erwachsen, doch als auch noch Nala erscheint, sehen Timon und Pumbaa ihr Glück zu dritt bedroht. Sie versuchen alles, um Simba und Nala in ihrem Glück zu stören. Sie scheitern zwar, stellen jedoch erfreut fest, dass die beiden Streit haben. Am nächsten Morgen ist Simba verschwunden und Nala bittet die beiden um Hilfe. Timon ist sauer auf Simba und wird von Pumbaa und Nala allein gelassen, die ihrem Freund helfen wollen. Timon bleibt einsam zurück, bis Rafiki auftaucht. Noch bevor er ein Wort sagen kann, erkennt Timon, dass er nur zusammen mit seinen Freunden glücklich ist und folgt ihnen. Zurück am Königsfelsen trifft er seine Mutter und seinen Onkel. Sie graben einen unterirdischen Tunnel und locken die Hyänen in diese Falle. Nachdem Scar besiegt ist, führt Timon die Erdmännchen-Kolonie in den Dschungel, wo sie ein sorgen- und arbeitsfreies Leben führen.
Der Film endet wieder im Kino und Pumbaa will den Film noch mal sehen. Daraufhin füllt sich das Kino mit vielen bekannten Disney-Charakteren und Timon startet den Film von vorne.

## Hintergrund
Der Film stellt keine wirkliche Fortsetzung dar. Vielmehr wurde der erste Teil neu aufgelegt und wird nun aus der Sicht des Erdmännchens Timon und des Warzenschweins Pumbaa erzählt. Der Erzählstil erinnert an Mystery Science Theater 3000, denn der Film wird mehrmals unterbrochen und von Timon und Pumbaa kommentiert. Auch hier gehen die Meinungen über den Film auseinander. Während manche den Film als komödiantisch erfrischende Bereicherung und liebevolle Parodie des ersten Teils betrachten, kritisieren andere, dass er den ersten Teil entzaubert und zudem kein echter Nachfolger ist, sondern nur eine Ergänzung darstellt. Daher lautet der offizielle Titel des Films in den USA The Lion King 1½.
Der Film ist von der Erzählperspektive her von Tom Stoppards Stück Rosenkranz und Güldenstern sind tot inspiriert, einer Variante von Hamlet, wobei hier Timon und Pumbaa die Rollen von Rosenkranz und Güldenstern einnehmen. Der Vergleich drängt sich insbesondere deshalb auf, da der erste Teil von Der König der Löwen Anleihen bei Hamlet nimmt.
Gegen Ende des Films während der Schlacht macht Timon eine deutliche Anspielung auf einen anderen Film, wie es schon im ersten Film geschah, wo eine Anspielung auf Taxi Driver gemacht wurde. Nachdem Pumbaa eine Furzattacke losgelassen hatte, welche überdeutlich als Gaswolke erkennbar ist und die Hyänen vertreibt, äußert Timon sich wie folgt: „Ich liebe den Geruch von Pumbaa am Morgen.“ Diese Aussage ist eine Anspielung auf Apocalypse Now, wo die ursprüngliche Aussage lautet: „Ich liebe den Geruch von Napalm am Morgen. Es duftet nach Sieg.“

## Synchronisation
| Rolle                 | Originalsprecher  | Deutscher Sprecher | Tier            |
| Timon                 | Nathan Lane       | Ilja Richter       | Erdmännchen     |
| Pumbaa                | Ernie Sabella     | Rainer Basedow     | Warzenschwein   |
| Mom                   | Julie Kavner      | Joseline Gassen    | Erdmännchen     |
| Onkel Max             | Jerry Stiller     | Roland Hemmo       | Erdmännchen     |
| Simba                 | Matthew Broderick | Frank-Lorenz Engel | Löwe            |
| Simba (Gesang)        | Joseph Williams   | Cusch Jung         | Löwe            |
| Junger Simba          | Matt Weinberg     | Malte Stübing      | Löwe            |
| Junger Simba (Gesang) | Matt Weinberg     | Manuel Straube     | Löwe            |
| Nala                  | Moira Kelly       | Alexandra Wilcke   | Löwin           |
| Nala (Gesang)         | Sally Dworsky     | Alexandra Wilcke   | Löwin           |
| Rafiki                | Robert Guillaume  | Leon Boden         | Mandrill        |
| Shenzi                | Whoopi Goldberg   | Hella von Sinnen   | Hyäne           |
| Banzai                | Cheech Marin      | Frank Lenart       | Hyäne           |
| Ed                    | Jim Cummings      | Mario Filio        | Hyäne           |
| Zazu                  | Edward Hibbert    | Eberhard Prüter    | Rotschnabeltoko |